# Pseudomystus bomboides
Pseudomystus bomboides är en fiskart som beskrevs av Maurice Kottelat 2000. Pseudomystus bomboides ingår i släktet Pseudomystus och familjen Bagridae. IUCN kategoriserar arten globalt som otillräckligt studerad. Inga underarter finns listade i Catalogue of Life.